# Heart Failure Reviews
Heart Failure Reviews is een internationaal peer-reviewed wetenschappelijk tijdschrift op het gebied van hartfalen.
De naam wordt in literatuurverwijzingen meestal afgekort tot Heart Fail. Rev.
Het wordt uitgegeven door Springer Science+Business Media. Het publiceert vooral overzichtsartikelen die zowel op uitnodiging van de redactie als op initiatief van de auteurs geschreven kunnen worden.